# سنتز ایندیگو بایر–دروسان
سنتز ایندیگو بایر–دروسان (انگلیسی: Baeyer–Drewson indigo synthesis) واکنشی شیمیایی است که طی آن ایندیگو (رنگ نیل) از واکنش ۲-نیتروبنزآلدهید و استون ایجاد می‌شود.
این واکنش از نوع تراکم آلدولی است و سازوکار آن به شکل زیر است: